# Епархия Шартра
Епархия Шартра (лат. Dioecesis Carnutensis, фр. Diocèse de Chartres) — епархия в составе архиепархии-митрополии Тура Римско-католической церкви во Франции. В настоящее время епархией управляет епископ Мишель-Арман-Алекси-Жан Пансар. Викарный епископ — Лоран Персеру.
Клир епархии включает 104 священника (84 епархиальных и 20 монашествующих священников), 23 диакона, 22 монаха, 312 монахинь.
Адрес епархии: 1 rue Saint-Eman, B.P. 244, 28005 Chartres CEDEX, France.

## Территория
В юрисдикцию епархии входит 78 приходов в департаменте Эр и Луар во Франции.
Кафедра епископа находится в городе Шартр в церкви Нотр Дам де Шартр, посвященной Пресвятой Деве Марии.

## История
Кафедра Шартра была основана в III веке, и в ранний период своей истории она была епископством-суффраганством архиепархии Буржа.
20 октября 1622 года епархия Шартра вошла в церковную провинцию архиепархии Парижа.
25 июня 1697 года часть территории епископства отошла к новой епархии Блуа.
После конкордата 1801 года буллой Qui Christi Domini Папы Пия VII от 29 ноября 1801 года епархия Шартра была упразднена, а её земли вошли в состав епархии Версаля.
Конкордат 1817 года предусматривал восстановление епархии, епископом которой был назначен Жан-Батист-Мари-Анн-Антуан де Латиль. Однако, парламент в Париже не ратифицировал этот конкордат, из-за чего новый епископ смог приступить к исполнению своих обязанностей только после 6 октября 1822 года, когда буллой Paternae caritatis тот же Папа Пий VII восстановил епархию Шартра на её прежней территории, изъятой из епархии Версаля.
9 октября 1966 года епархия Шартра вошла в церковную провинцию архиепархии Буржа.
8 декабря 2002 года епархия Шартра вошла в митрополию Тура.

## Ординарии епархии
| - святой Авентин (IV век); - Оптат (IV век); - Валентин (395); - Мартин ле Блан (V век); - Эгнан (V век); - Север (V век); - Кастор (V век); - Африкан (V век); - Посессор (V век); - Полихроний (V век); - Палладий (V век); - Арбогаст Младший (480); - Флавий (V век); - святой Солемний (VI век); - святой Авентин II (511); - Этер (533—541); - святой Леобин (549—551); - святой Калетрик (557 — 07.10.567); - Паппол (VI век); - святой Бетарий (600); - Магнобод (Магоберт) (VII век); - Сигоальд (VII век); - Майнульф (VII век); - Тибо (упоминается в 614); - Лансегезиль (Бертегизил) (625—626); - святой Малард (644—653); - Гауберт (658 — 666); - Деодат (VII век); - Дром (Промо) (VII век); - Бертегран (упоминается в 679); - Хайний (упоминается в 686); - Агирард (682—696); - Агафий (698—705); - Леоберт (706—723); - Хадо (VIII век); - Флавий (VIII век); - Годессальд (IX век); - Берноин (829—836); - Эли (840—849); - Бурхард (853—854); - Фротбольд (855—858); - Гислеберт (859—878) - Эмон (упоминается в 885); - Жерар (885—888); - Эмери (890—891); - Гансельм (Вальтельм) (898—911); - Аганон (931—941); - Ренфруа (950—960); - Ардуэн (X век); - Вульфальд (962 — 30.09.967); - Эд (Одо) (968 — 24.07.1004); - Рауль (1004—1006); - святой Фульберт (1006 — 10.04.1028); - Тьерри (1028 — 16.04.1048); - Агобер (1052—1061/1062); - Юг (1061/1062 — 1064/1065); - Робер де Тур (1065 — 23.12.1068); - Арраль (1069 — 10.02.1075); - Робер де Грантмесниль (1075—1076); - Жоффруа (30.07.1077 — 1089); - Святой Ив (1090 — 23.12.1115); - Жофруа де Лев (24.01.1116 — 24.01.1149); - Госселен де Лев (1149 — 03.02.1155); - Робер (1156 — 23.09.1164); - Гильом Белые Руки (13.01.1165 — 08.08.1176) — назначен архиепископом Реймса; - Иоанн Солсберийский (24.01.1176 — 25.101180); - Пётр из Целлы (1181 — 20.02.1183); - Рено де Бар (1182 — 08.12.1217); - Готье (1219 — 13.12.1234) — бенедиктинец; - Юг де Ля Ферт (1234 — 08.08.1236); - Обри Ле Корню (1236 — 18.10.1243); | - Анри де Грез (20.05.1244 — 04.12.1246); - Матье де Шамп (1247 — 31.12.1259); - Пьер де Минси (12.02.1260 — 22.03./22.04.1276); - Sede vacante (1276—1280); - Симон ле Перюш (08.04.1280 — 28.10.1297); - Жан де Гарлонд (1298 — 01.10.1315); - Робер де Жуаньи (1315 — 20./25.04.1326); - Пьер де Шаппе (21.05.1326 — 18.12.1327); - Жан дю Плесси-Пасте (23.12.1327 — 30.03.1332); - Эмери де Шалю (13.05.1332 — 20.09.1342); - Гильом Лани (07.10.1342 — 02.03.1349) — назначен латинским патриархом Иерусалима; - Луи де Восемен (02.03.1349 — 19.01.1357); - Симон Лемер (30.01.1357 — 20.06.1360) — бенедиктинец; - Жан д’Aнжерон (21.07.1360 — 1368) — назначен епископом Бове; - Гильом де Шанак (22.09.1368 — 08.01.1371) — бенедиктинец, назначен епископом Манда; - Герен д’Aрси (08.01.1371 — 10.08.1376); - Эблон дю Пюи (10.09.1376 — 26.02.1380); - Жан Фабри (05.03.1380 — 11.01.1390) — бенедиктинец; - Жан де Монтегю (29.01.1390 — 11.04.1407) — назначен архиепископом Санса; - Мартен Гуж де Шарпанье (10.03.1408 — 15.05.1415) — назначен епископом Клермона; - Филипп де Буажилу (04.09.1415 — 21.09.1418); - Журден Орсини (Джордано Орсини) (30.08.1419 — 19.12.1419) — апостольский администратор; - Жан де Фретиньи (19.12.1419 — 25.03.1432); - Робер Дофен (30.05.1432 — 12.04.1434) — бенедиктинец, назначен епископом Альби; - Тибо Лемуан (21.04.1434 — 26.06.1441); - Пьер де Конбор (18.08.1441 — 28.01.1443) — цистерцианец, назначен епископом Эвре; - Пьер Бешебьен (28.01.1443 — 19.03.1459); - Миль д’Ийер (11.09.1459 — 03.12.1492); - Рене д’Ийер (03.12.1492 — 08.04.1507); - Эрар де Ламарк (05.11.1507 — 1525); - Луи Гийар(29.03.1525 — 16.10.1553) — назначен епископом Шалона; - Шарль Гийар (02.10.1553 — 11.12.1566); - Sede vacante (1566—1573); - Николя де Ту (08.04.1573 — 05./06.11.1598); - Sede vacante (1598—1608); - Филипп Юроль де Шеверни (07.01.1608 — 27.05.1620); - Леонор д’Эстамп де Валансе (17.08.1620 — 10.11.1642) — бенедиктинец, назначен епископом Реймса; - Жак Леско (22.06.1643 — 22.08.1656) — августинец; - Фердинан де Невей де Вильеруа (24.09.1657 — 08.01.1690); - Поль Годе де Маре (04.02.1692 — 26.09.1709); - Шарль-Франсуа де Моньер де Меринвиль (10.03.1710 — 10.05.1746); - Пьер-Огюстен-Бернарден де Росс де Рокозель де Флёри (19.09.1746 — 13.01.1780); - Жан-Батист-Жозеф де Люберсак (20.03.1780 — 29.11.1801); - Николя Бонне (1791—1793) — антиепископ; - Кафедра упразднена (1801—1817); - Жан-Батист-Мари-Анн-Антуан де Латиль (01.10.1817 — 26.04.1824) — назначен епископом Реймса; - Клод-Ипполит Клозель де Мональ (26.04.1824 — 01.01.1853); - Луи-Эжен Реньоль (17.01.1853 — 03.08.1889); - Франсуа Лагранж (01.12.1889 — 23.06.1895); - Бон-Артюр-Габриэль Мольен (30.05.1896 — 28.05.1904); - Анри-Луи-Альфред Буке (21.02.1906 — 13.03.1926); - Рауль-Октов-Мари-Жан Арскуэ (21.06.1926 — 18.10.1954) - Роже Мишон (12.02.1955 — 06.05.1978) - Мишель-Жозеф Куэн (27.07.1978 — 06.04.1991) - Жан Жак Жозеф Жюль Перьер (06.04.1991 — 30.05.1997) — назначен епископом-коадьютером Тарба; - Бернар-Николя-Жан-Мари Обертен (04.08.1998 — 23.06.2005) — цистерцианец, назначен архиепископом Тура; - Мишель-Арман-Алексис-Жан Парсар (с 21 декабря 2005 года — по настоящее время). |  |

## Статистика
На конец 2006 года из 409 600 человек, проживающих на территории епархии, католиками являлись 287 000 человек, что соответствует 70,1 % от общего числа населения епархии.
| год  | население | население | население | священники | священники        | священники         | священники                           | постоянные диаконы | монахи  | монахи  | приходы |
| год  | католики  | всего     | %         | всего      | белое духовенство | черное духовенство | число католиков на одного священника | постоянные диаконы | мужчины | женщины | приходы |
| ---- | --------- | --------- | --------- | ---------- | ----------------- | ------------------ | ------------------------------------ | ------------------ | ------- | ------- | ------- |
| 1950 | 250.000   | 252.690   | 98,9      | 343        | 312               | 31                 | 728                                  |                    | 74      | 722     | 377     |
| 1959 | 256.000   | 261.035   | 98,1      | 365        | 338               | 27                 | 701                                  |                    | 92      | 615     | 388     |
| 1970 | 297.000   | 302.200   | 98,3      | 282        | 282               |                    | 1.053                                |                    |         |         | 389     |
| 1980 | 326.000   | 346.000   | 94,2      | 231        | 212               | 19                 | 1.411                                |                    | 26      | 605     | 392     |
| 1990 | 331.000   | 371.000   | 89,2      | 166        | 159               | 7                  | 1.993                                | 3                  | 9       | 473     | 389     |
| 1999 | 358.700   | 405.000   | 88,6      | 115        | 101               | 14                 | 3.119                                | 15                 | 15      | 392     | 85      |
| 2000 | 361.000   | 407.665   | 88,6      | 120        | 100               | 20                 | 3.008                                | 20                 | 23      | 388     | 85      |
| 2001 | 361.000   | 407.665   | 88,6      | 117        | 96                | 21                 | 3.085                                | 18                 | 24      | 380     | 84      |
| 2002 | 285.000   | 407.665   | 69,9      | 107        | 89                | 18                 | 2.663                                | 18                 | 20      | 377     | 82      |
| 2003 | 285.000   | 407.665   | 69,9      | 105        | 89                | 16                 | 2.714                                | 19                 | 18      | 360     | 82      |
| 2004 | 285.000   | 407.665   | 69,9      | 103        | 86                | 17                 | 2.766                                | 23                 | 19      | 354     | 82      |
| 2006 | 287.000   | 409.600   | 70,1      | 104        | 84                | 20                 | 2.759                                | 23                 | 22      | 312     | 78      |